# Trentepohlia samoensis
Trentepohlia samoensis là một loài ruồi trong họ Limoniidae. Chúng phân bố ở miền Australasia.